# Grammodes frena
Grammodes frena là một loài bướm đêm trong họ Erebidae.